# Цалитис, Андрей Андреевич
Андрей Андреевич Цалитис (Andrejs Cālītis) (14.03.1933, приход Барбеле — 31.03.2012, Рига) — советский и латвийский учёный в области племенной работы в молочном животноводстве, член-корреспондент ВАСХНИЛ (1991).

## Биография
Окончил семилетнюю школу Барбеле (1947), сельскохозяйственный техникум в Юрмале, Латвийскую сельскохозяйственную академию (1952—1956), оставлен там же на кафедре.
С 1963 г. младший научный сотрудник Латвийского НИИ животноводства и ветеринарии (Латвийский НИИЖиВ, г. Сигулда), с 1965 г. старший научный сотрудник ЛНИИЖиВ и директор его только что организованной Центральной аналитической племенной станции.
В 1965 г. защитил кандидатскую диссертацию об экономических свойствах латвийского бурого скота, при написании которой использовал самую современную на то время вычислительную технику.
В 1974 г. защитил докторскую диссертацию:
- Информационное обеспечение племенной работы в молочном скотоводстве Латвийской ССР : диссертация … доктора сельскохозяйственных наук : 06.02.01. — Сигулда, 1974. — 318 с. : ил. + Прил.(12 с.) + Прил. (132 с.).

Тема научной деятельности — разработка и внедрение программ крупномасштабной селекции молочного скота.
Начиная с 1965 г. под его руководством Аналитическая племенная станция в Сигулде стала собирать составленные по специальной форме рапорты контроль-ассистентов со всех колхозов и совхозов республики и обрабатывать эти отчеты сначала на счетно-аналитических, а потом на электронно-вычислительных машинах. На каждую корову, на каждую её лактацию были заведены отдельные перфокарты, где указаны экстерьер, продуктивность, подробная родословная, оценка вымени в баллах, легкость доения — тоже в баллах, перенесенные болезни, жирность молока и т. д.
В 1972—1974 гг. произвёл оценку по потомству 324 племенных быков латвийских пород крупного рогатого скота, дочери которых одновременно использовались в разных хозяйствах. В последующем продолжил эту работу, результаты которой нашли широкое практическое применение.
Соавтор (вместе с Л. К. Эрнстом) классической монографии:
- Крупномасштабная селекция в скотоводстве. — М.: Колос, 1982. — 236 с.

Доктор сельскохозяйственных наук, профессор. Член-корреспондент ВАСХНИЛ (1991). В 1992 году избран членом-корреспондентом Академии наук Латвии (24.11.1992) и иностранным членом Российской академии сельскохозяйственных наук.
Лауреат премии Совета Министров СССР (1978) — за разработку системы «СЕЛЕКС» (СЕЛекция, ЭКономика, Система) для молочного скотоводства.
Публикации:
- Обработка данных по системе «СЕЛЕКС» / В. А. Силуков, В. Ф. Цалите, А. А. Цалитис. — М.: Финансы и статистика, 1981. — 159 с.

В начале 1950-х гг. чемпион Латвии по плаванию. Чемпион Латвии по вольной борьбе (1953, 1955), а также многократный серебряный (1954, 1957) и бронзовый (1952, 1960) призёр. Мастер спорта СССР (1956). Представлял общество «Спартак» (Рига).